# Cromlech de Castlerigg
Le cromlech de Castlerigg est un cromlech situé sur le territoire de la commune britannique de Keswick, dans le comté anglais de Cumbria. Il est le cromlech le plus touristique de Cumbria et fait partie des propriétés de l’English Heritage.

## Description

### Situation
Le cromlech est situé sur le plateau dégagé de Castlerigg, au sommet de la colline de Chestnut. On peut voir depuis le site les plus hauts pics de Cumbria : Helvellyn, Skiddaw, Grasmoor (en) et Blencathra (en).

### Description matérielle
Le cercle, aplati, mesure 32,6 mètres à son plus grand diamètre et 29,5 mètres à son plus court ; il est formé de 40 pierres exactement selon le National Trust. Cependant, certaines petites pierres étaient peut-être enterrées en soutien des grosses, apparaissant avec l’érosion ; ainsi, selon la méthode de calcul, on obtient entre 38 et 42 pierres.

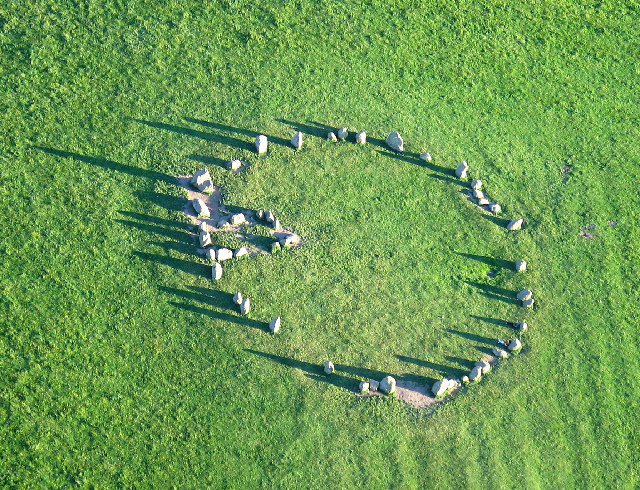
Vue aérienne du cromlech le 11 juillet 2005, à 20:13.

À l’est, 10 pierres supplémentaires forment un enclos rectangulaire, à l’intérieur du cercle, utilisant trois pierres de ce dernier comme petit côté ; ce lieu est appelé « le sanctuaire ». Le plus grand espacement entre deux pierres est orienté nord-est, mais l’English Heritage présente un trou de 3,3 mètres du côté nord comme étant l’entrée.
Les pierres sont d’ardoise[réf. nécessaire], une roche métamorphique, présente dans la région. La plus lourde pierre est estimée à 16 tonnes, et la plus haute mesure environ 2,3 mètres.
Un agriculteur a, au début du XXe siècle, déterré à 90 mètres au sud-ouest du site une pierre massive (voyez cette illustration), dont on ne sait si elle faisait partie du cercle.

### Description historique
Déterminer l’âge des cromlechs est difficile, et peu d’études ont été menées sur celui de Castlerigg. Il semble cependant que ce soit l’un des plus anciens de Grande-Bretagne, daté selon certains de 3200 av. J.-C., et selon d’autres, dont l’English Heritage,, de 3000 av. J.-C., pendant le Néolithique.
Les raisons de la construction de Castlerigg, ainsi que ses différents usages dans le temps, ne sont pas connus. Au XVIIIe siècle, deux haches de pierre et un bâton du même matériau ont été trouvées. Cela laisse penser qu’il a peut-être été associé à la production de haches de Great Langdale (en) : en raison de l’utilisation rituelle des haches dans toute la Grande-Bretagne, on suppose que leur échange ou leur vente devait s’associer à un rituel ; une telle cérémonie aurait pu être associée à un tel cromlech, dans lequel se passeraient les échanges ou ventes.

## Analyses

### Anciennes descriptions
Aucun des deux premiers archéologues à visiter la Cumbria pour ses sites mégalithiques — John Aubrey (1626 † 1697) et William Camden (1551 † 1623) — ne mentionnent celui de Castlerigg. Le premier est William Stukeley (1687 † 1765), en 1725. Ses notes sont publiées à titre posthume dans Itinerarium Curiosum en 1776 :

« […] un mile [1,6 kilomètre] avant d’arriver à Keswick, sur une éminence au milieu d’une grande concavité de ces collines rudes, et non loin des rives de la rivière Greata, j’ai observé une autre œuvre des Celtes, très parfaite : elle fait 100 pieds [30 mètres] dans diamètre, et se compose de quarante pierres, certaines très grandes. À l’extrémité est de celle-ci se trouve une tombe, faite d’autres pierres du même type, au nombre de dix environ : elle est placée au point le plus à l’est du cercle, et à l’intérieur : il n’y a pas une pierre qui manque, même si certaines ont été décalées un peu de leur premier emplacement : on les appelle les Carsles, ou, par déformations je suppose, Castle-rig. Il semble qu’il y avait un autre cercle encore plus grand dans la pâture voisine en direction de la ville. »

— William Stukeley, Itinerarium Curiosum, p. 48,.

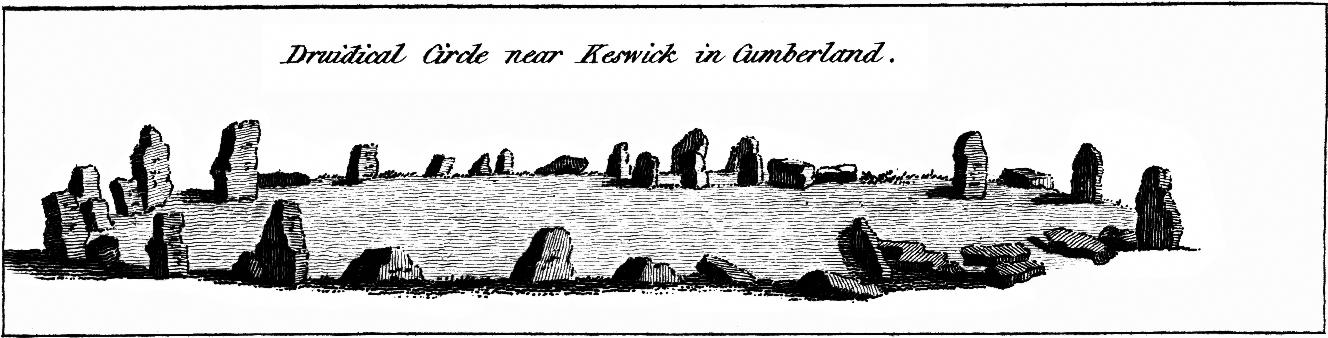
« Druidical Circle near Keswick in Cumberland », F. Grose, 1783.

Stukeley considérait qu’il ne manquait pas de pierre ; l’on peut constater cependant de larges espacements, qui font penser que, comme le cercle n’a pas évolué ces trois derniers siècles, certaines pierres ont été au cours des millénaires précédents déplacées (par exemple après s’être effondrées) ou même retirées.
La remarque sur l’existence d’un second cercle, qu’il ne décrit pas, reste inexpliquée ; il peut s’agir d’une invention, ou peut-être de la description d’un élément naturel. Ce qu’il décrit comme une tombe ne s’est pas révélé en être une, bien qu’on ne sache pas ce à quoi correspond ce « sanctuaire » rectangulaire.

### Période romantique

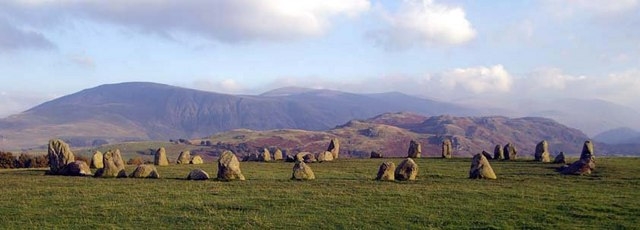
Panorama depuis le cromlech.

Le paysage préservé dans lequel s’inscrit le cromlech de Castlerigg a été une source d’inspirations pour les poètes et peintres romantiques au XIXe siècle.
Samuel Taylor Coleridge s’y rend en 1799 avec William Wordsworth, et écrit qu’à un mile et demi (deux kilomètres et demi) de Keswick se trouve « un cercle druidique [où] les montagnes se tiennent les unes derrière les autres, en rang ordonné comme si elles étaient évoquées par et attentives à une assemblée de sorciers en veste blanche ».
Le passage de l’épopée Hyperion de John Keats, « Scarce images of life, one here, one there,/Lay vast and edgeways; like a dismal cirque/Of Druid stones, upon a forlorn moor… », a probablement été inspiré par son passage ici.

### Moitié duXIXesiècle

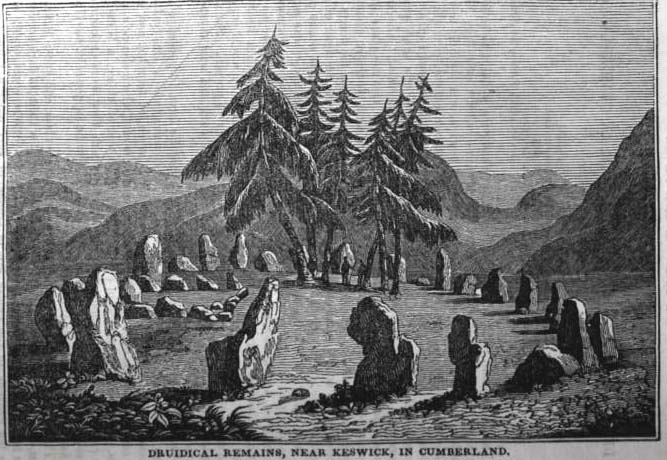
« Druidical remains, near Keswick, in Cumberland », illustration de Robert Sears, 1843.

Robert Sears fait en 1843 une description du cromlech de Castlerigg, dans son livre The Wonders of the World in Nature, Art and Mind. Il y cite une autre description par Ann Radcliffe (« Mrs. Radcliffe »). Ils s’arrêtent tous deux sur la magnificence des lieux, inspiration selon eux des druides. Sears continue :

« [Le cromlech de Castle-Rigg] est du premier type [selon la classification de Stukeley], et consiste, présentement, en environ quarante pierres de différentes tailles, toutes, ou la plupart d’entre elles, de granite noir — la plus grande autour de sept pieds [2 mètres], plusieurs autour de quatre [1,2 mètre], et les autres de beaucoup moins ; les quelques sapins au centre ont, bien évidemment, poussé récemment. Sa forme doit, avec plus de précision, être appelée un ovale, faisant trente-cinq verges [32 mètres] dans une diection, et trente-trois verges [30 mètres] dans l’autre, dans un rapport qui l’assimile exactement à celui de Rollrich ; mais ce qui le distingue de tous les autres restes druidiques de même nature, est l’enclos rectangulaire du côté est du cercle, qui délimite une surface d’environ huit pieds [2,4 mètres, mais il faut certainement comprendre « huit verges », 7,3 mètres] par quatre. Cela est sujet à conjecture — certains supposent qu’il s’agit d’une sorte de saint des saints où les druides se retrouvaient, à l’écart des vulgaires, pour pratiquer leurs rites, leurs divinations, ou se réunir en conseil pour trancher des controverses ; d’autres considèrent qu’il est le lieu d’un enterrement ; probablement a-t-il pu être destiné aux deux. »

— Robert Sears, The Wonders of the World in Nature, Art and Mind, p. 519 et 521,.
La fin du XIXe siècle voit une croissance du nombre de recherches sur Castlerigg. C. W. Dymond[Qui ?] s’y rend en 1878 et 1881, et produit le premier plan des pierres. Il marque la position de l’un des cairns internes, montrant qu’il était encore clairement visible à cette époque, mais manque les deux autres relevés par Benjamin Williams en 1856, seule mention de ces deux éléments.

### Seule fouille, en 1882

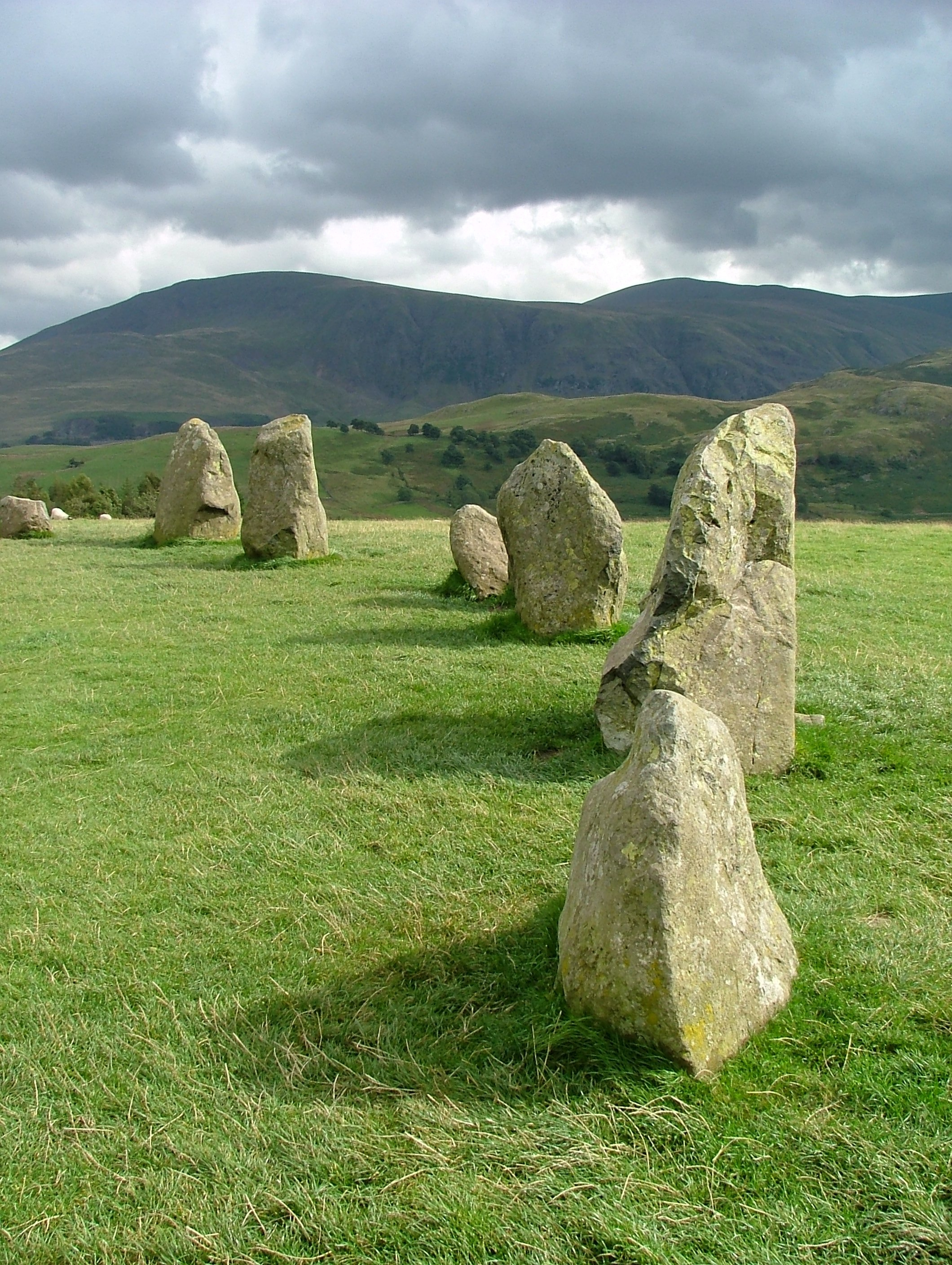
Pierres du cromlech, en septembre 2005.

W. K. Dover effectue la seule fouille archéologique de Castlerigg en 1882, un an avant la protection (scheduled) du site. Elle se concentre sur l’enclos rectangulaire à l’est. Son compte-rendu est bref et se mêle à des détails du voyage au cromlech du 5 octobre 1882 par les membres de la Cumberland and Westmorland Antiquarian and Archaeological Society ; il est publié en 1883 :

« Avant le passage de la Société des fouilles ont été réalisées sous la direction de M. W. Kinsey Dover, en vue de vérifier si le sous-sol peut divulguer quelque chose qui pourrait tirer à des conclusions quant à l’âge ou l’objet du cercle. Ce qui suit est le rapport de M. Dover : Longueur de l’enclos en comptant le cercle de pierres de Keswick, 22 pieds [6,7 mètres], de l’est à l’ouest ; largeur, 11 pieds [3,4 mètres], du nord au sud. Longueur déployée, 18 pieds [5,5 mètres] par 19 pieds [5,8 mètres] ; largeur, 3 pieds 3 pouces [1 mètre], avec deux coupes transversales d’environ 2 pieds [70 centimètres]. Profondeur du sol sombre superficiel à laquelle le sol jaune non-dérangé apparaît, 14 pouces [36 centimètres], à l’exception d’une petite partie à l’extrémité ouest où la terre noire mêlée de pierres continue à une profondeur de 3 pieds [90 centimètres]. Vers le fond à cet endroit, j’ai trouvé ce que je pense être quelques petits morceaux de bois brûlé ou de charbon de bois, ainsi qu’une sorte de terre sombre et onctueuse, desquels j’ai pris deux échantillons que j’emportais. »

— Dover, Excursions and Proceedings, 1883, p. 505.
Ce qui est arrivé aux exemples de « bois brûlé ou charbon de bois » et de « sorte de terre sombre et onctueuse » est inconnu. Le cromlech est protégé (scheduled) dès 1883, en faisant un des premiers bâtiments anciens protégés[évasif] des îles britanniques. En 1913, le chanoine Hardwicke Rawnsley coorganise une souscription publique pour racheter le domaine où se trouve le cromlech, avant de le donner au National Trust, qu’il avait cofondé.

### Actions contemporaines
Aucune fouille n’a été menée depuis le XIXe siècle, et la compréhension globale des cromlechs n’a pas avancé. En 1985, l’English Heritage a lancé une étude géophysique, dont le rapport complet n’a jamais été publié.
En 2004, Margarita Díaz-Andreu, du Département d’archéologie de l’université de Durham, a commandé une étude sur les pierres de Castlerigg, pour vérifier si de l’art rupestre préhistorique pouvait être découvert. Une technique d’enquête pionnière a été employée, se servant d’un laser pour enregistrer des images tridimensionnelles des pierres ; seuls des graffitis récents ont été trouvés.

## Informations externes
- (en) « Castlerigg », English Heritage (consulté le 2 novembre 2010).
- (en) Daniel Parkinson, « Castlerigg Stone Circle », mysteriousbritain.co.uk (consulté le 2 novembre 2010).
- (en) Paola Arosio et Diego Meozzi, « Castlerigg », stonepages.com (consulté le 2 novembre 2010).

### Lecture complémentaires
- (en) J. Dyer, Discovering Prehistoric England, Shire, 2001[pourquoi ?].
- (en) D. Fraser, C. Howard-Davis, V. Winchester et A. David, Castlerigg Stone Circle Documentary and Field Survey (non publié) : Possibilité de trouver des éléments par une étude stratigraphique.
- (en) J. Michell, Megalithomania: Artists, Antiquarians, and Archaeologists at the Old Stone Monuments, Thames and Hudson, Londres, 1982[pourquoi ?].
- (en) A. Thom, A. S. Thom et A. Burl, « Megalithic Rings: Plans and Data for 229 Monuments in Britain », British Archaeological Reports British Series, vol. 81, British Archaeological Reports, Oxford, 1980[pourquoi ?].
- (en) I. Trinks, M. Díaz-Andreu, R. Hobbs et K. E. Sharpe, « Digital Rock Art Recording: Visualising Petroglyphs Using 3D Laser Scanner Data », Rock Art Research no 22 (2), 2005, p. 131–139[pourquoi ?].
- (en) J. E. Wood, Sun Moon and Standing Stones, Oxford, 1980[pourquoi ?].

### Sources
1. 1 2  English Heritage.
2. ↑  Díaz-Andreu et al. 2006, p. 1580.
3. ↑  mysteriousbritain.co.uk.
4. ↑  Burl 2005.
5. ↑  stonepages.com.
6. ↑  Hayman 1997.
7. 1 2  Stukeley 1776.
8. 1 2 3  Sears 1843.
9. ↑  Williams 1856.
10. ↑  Dover 1883.
11. ↑  Hodgson et Brennand 2004.
12. ↑  David 1986.

## Compléments
- (en) Cet article est partiellement ou en totalité issu de l’article de Wikipédia en anglais intitulé « Castlerigg stone circle » (voir la liste des auteurs).

### Traductions
1. ↑  « …for a mile before we came to Keswick, on an eminence in the middle of a great concavity of those rude hills, and not far from the banks of the river Greata, I observed another Celtic work, very intire: it is 100 foot in diameter, and consists of forty stones, some very large. At the east end of it is a grave, made of such other stones, in number about ten: this is placed in the very east point of the circle, and within it: there is not a stone wanting, though some are removed a little out of their first station: they call it the Carsles, and, corruptly I suppose, Castle-rig. There seemed to be another larger circle in the next pasture toward the town. »
2. ↑  « …a Druidical circle [where] the mountains stand one behind the other, in orderly array as if evoked by and attentive to the assembly of white-vested wizards »
3. ↑  « The one here represented is of the first, or simple class, and consists, at present, of about forty stones of different sizes, all, or most of them, of dark granite,— the highest about seven feet, several about four, and others considerably less ; the few fir-trees in the centre are, of course, of very modern growth. The form may, with more propriety, be called an oval, being thirty-five yards in one direction, and thirty-three yards in another, in which respect it assimilates exactly to that of Rollrich; but what distinguishes this from all other Druidical remains of a similar nature, is the rectangular enclosure on the eastward side of the circle, including a space of about eight feet by four. The object of this is a matter of conjecture ;—by some it is supposed to have been a sort of Holy of Holies where the Druids met, separated from the vulgar, to perform their rites, their divinations, or sit in council to determine controversies ; others consider it to have been for the purposes of burial; probably it might have been intended for both. »
4. ↑  « Prior to the visit of the Society some excavations had been made under the superintendence of Mr. W Kinsey Dover, with the view of finding whether the subsoil would disclose anything that might lead to some conclusion as to the age or object of the circle. The following is Mr. Dover’s report: Length of inclosure within the Keswick stone circle, 22 feet, east and west; breadth, 11 feet, north and south. Length opened out, 18 feet to 19 feet; breadth, 3 feet 3 inches, with two cross cuts of about 2 feet. Depth of dark superficial soil to where the yellow undisturbed soil appears, 14 inches, with the exception of a small portion at the west end where the black soil mixed with stones continued to a depth of 3 feet. Near the bottom here, I found what I think to be a few small pieces of burned wood or charcoal, also some dark unctuous sort of earth, a sample of both I brought away. »